# Bitsch (Valais)
Pour les articles homonymes, voir Bitsch.
Bitsch est une commune suisse du canton du Valais, située dans le demi-district de Rarogne oriental.

## Population

### Surnom
Les habitants de la commune sont surnommés die Lattenstrecker, soit ceux qui allongent les planches en allemand.

### Démographie
La commune compte 158 habitants en 1850, 527 en 1900, 320 en 1950 et 747 en 2000.